# El Miño
El Miño fue un diario de Orense (España), fundado el diputado liberal Vicente Pérez en 1898.
En este diario escribió Vicente Risco, bajo los seudónimos de Rujú Sahib y Polichinela, artículos de filosofía y actualidad entre 1910 y 1913, además de traducir al castellano poetas franceses y fragmentos del Mahábharata.
- Datos: Q8773171